# Flaminio Bertoni
Flaminio Bertoni, född 10 januari 1903 och död 7 februari 1964, var en italiensk industridesigner som till största delen verkade i Frankrike för Citroën. Bertoni ritade karossen till många av Citroëns legendariska bilmodeller, som Traction Avant, Citroën 2CV, Citroën HY och Citroën DS.

## Bilder

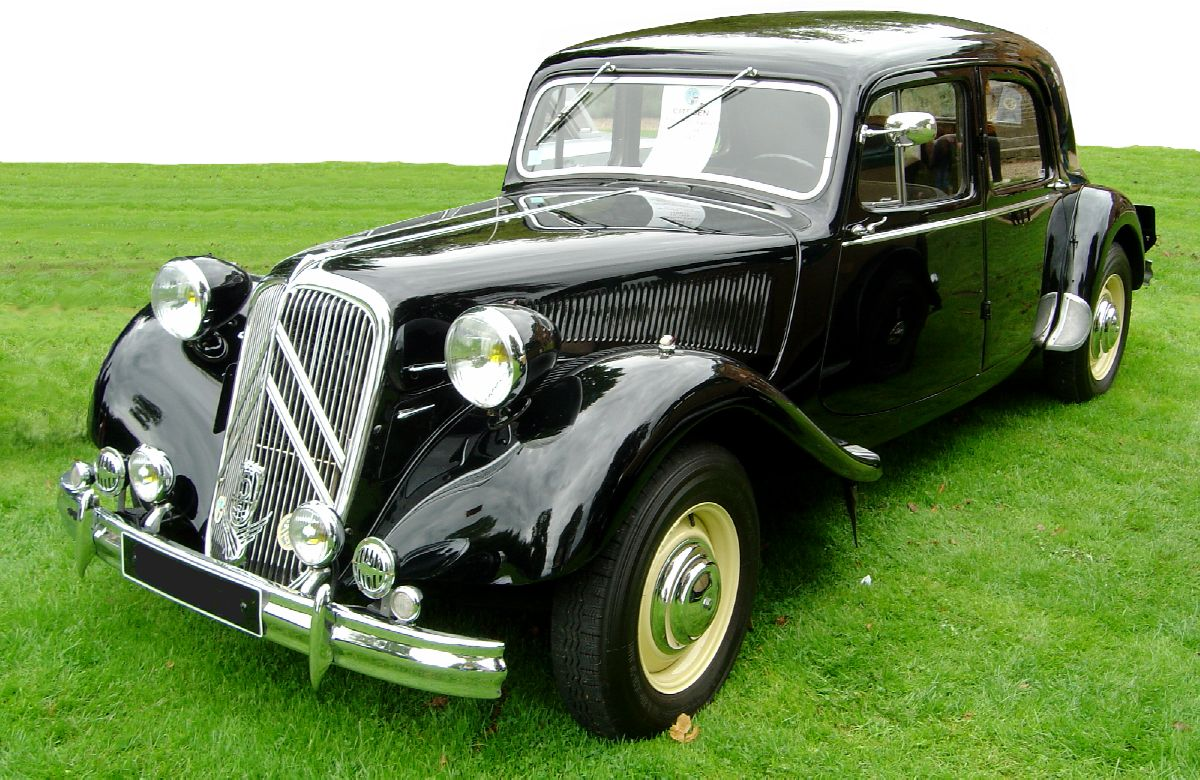
Citroën Traction Avant
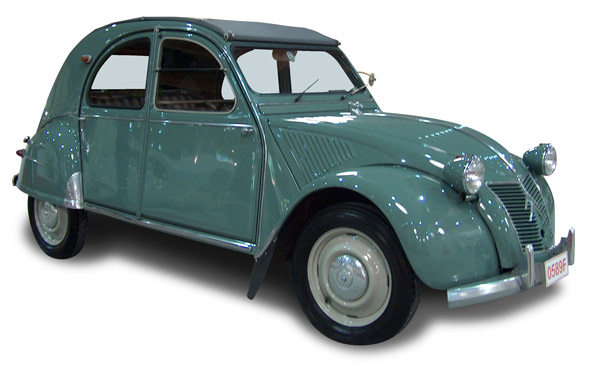
Citroën 2 CV 1949
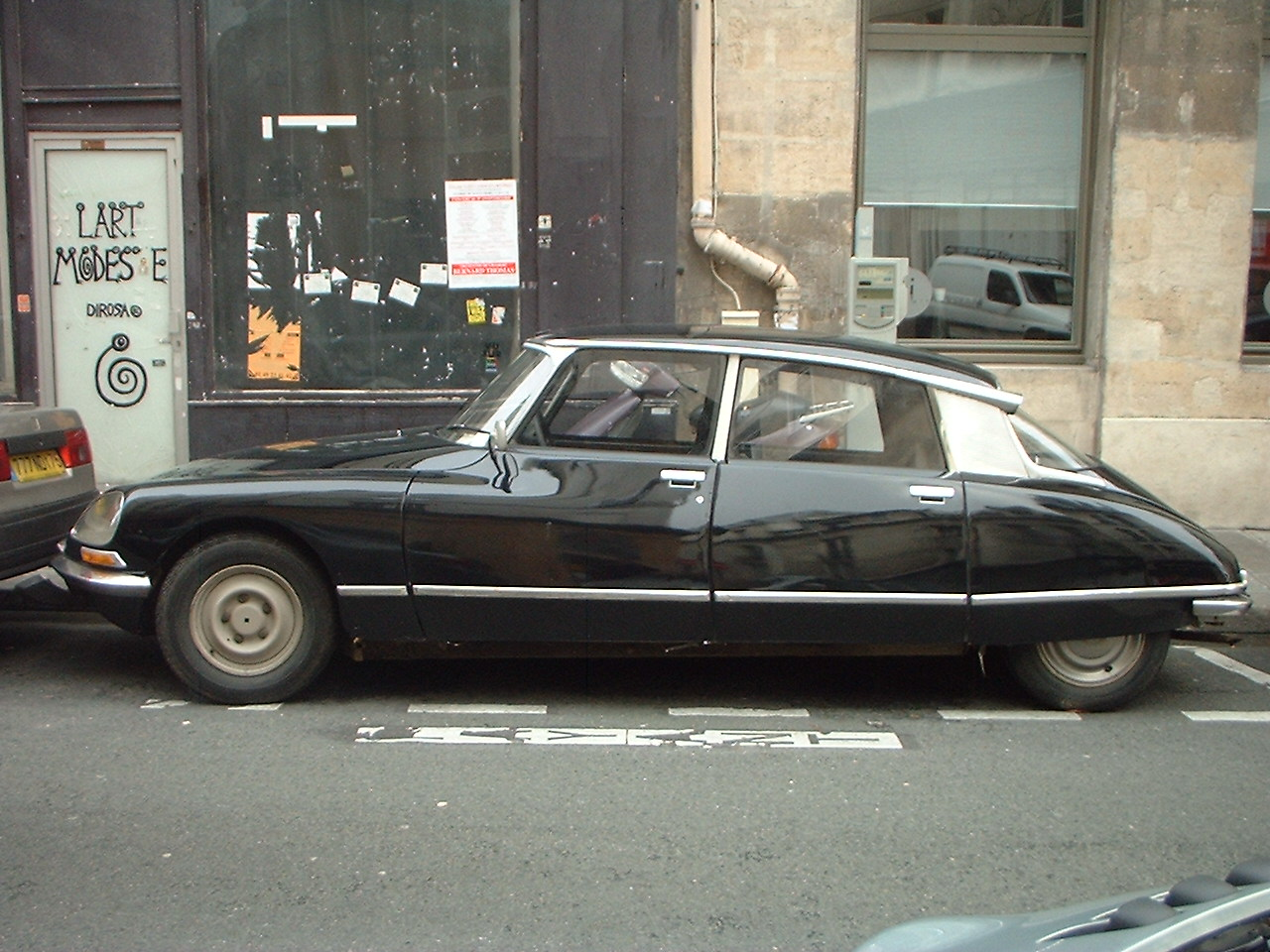
Citroën DS
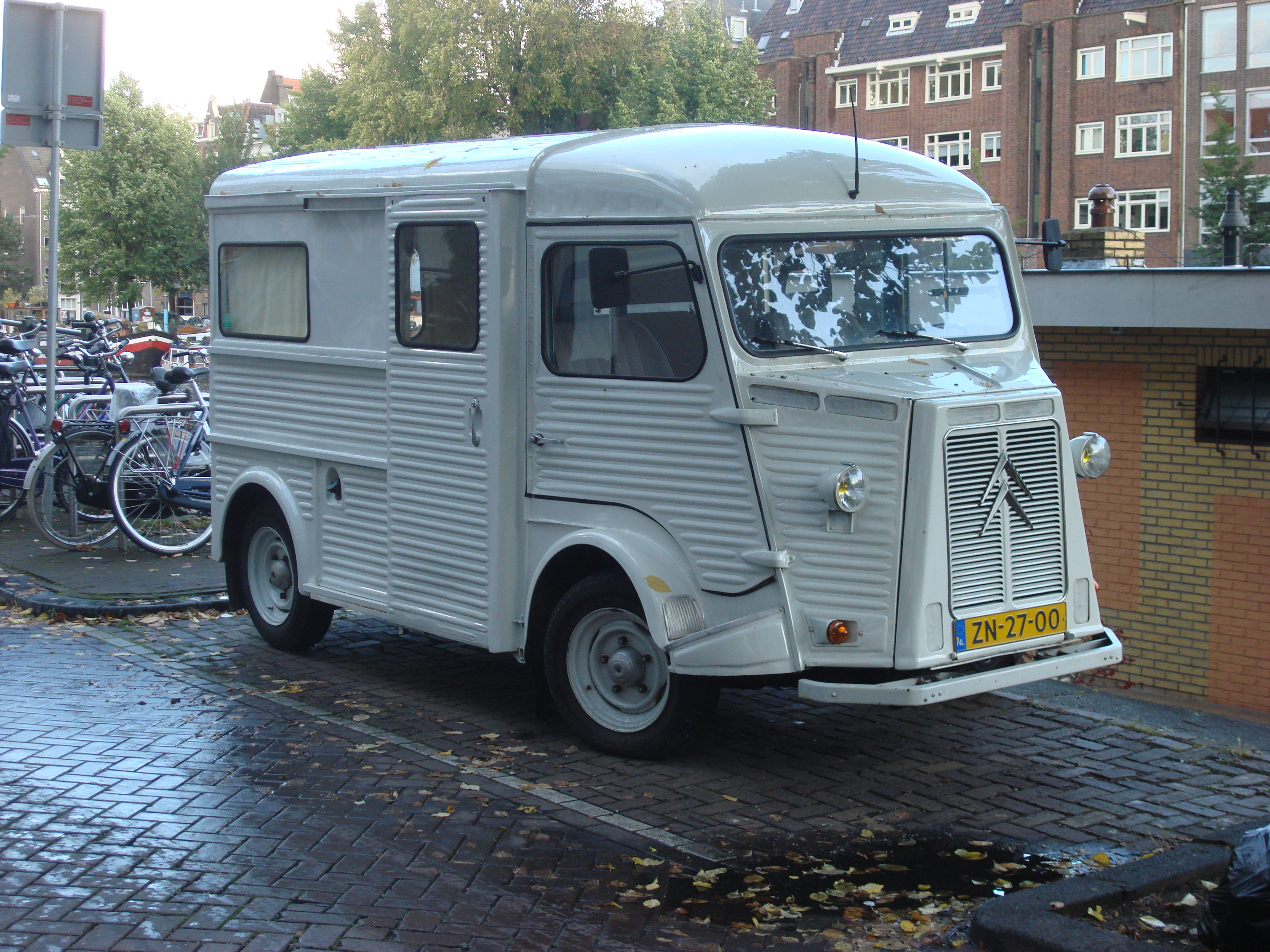
Citroën H
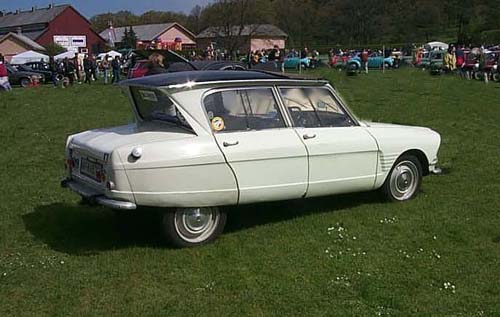
Citroën AMI-6